# Альгамбра (книга)
«Альгамбра» (англ. Tales of the Alhambra) — книга американского писателя периода романтизма Вашингтона Ирвинга, сборник новелл, эссе и путевых заметок, посвященный знаменитому мавританскому дворцу в Гранаде — Альгамбре и его истории. Из этой книги (глава «Легенда об арабском звездочёте / астрологе») Пушкин позаимствовал фабулу «Сказки о золотом петушке».

## История создания
Вскоре после окончания биографии Колумба (1828) Ирвинг уехал из Мадрида, где он проживал, на юг полуострова — в Гранаду. Он готовил книгу «Хроники покорения Гранады» о 1478—1492 гг. и занимался сбором материала на эту тему. Попросив губернатора дворца Альгамбра и архиепископа Гранадского о доступе в старинный дворец, он получил разрешение благодаря своей славе писателя. Он исследовал это место под руководством 35-летнего гида по имени Матео Хименес и получил множество впечатлений. В самом полуразрушенном здании он прожил примерно три месяца, собирая местные легенды и впечатления.
На протяжении своего путешествия он вёл дневник и писал заметки с описаниями места и мыслями, хотя и не думал, что из этого выйдет книга. Затем он продолжил своё путешествие по Испании, пока не получил место секретаря в американском посольстве в Лондоне (где его начальником стал Луис Маклейн). Он прибыл в Лондон в конце сентября 1829 года.
«Альгамбра» была опубликована в мае 1832 года в США издателями Lea & Carey и в Великобритании Henry Colburn с подзаголовком Spanish Sketch Book. Вскоре после публикации Ирвинг вернулся на родину после 17-летнего отсутствия.
В 1851 году Ирвинг опубликовал исправленное и дополненное издание (Author’s Revised Edition) под тем же заголовком.
На русском языке вышел в переводе В. С. Муравьева.

## Содержание и характеристика
Сборник, построенный по излюбленному писателями-романтиками способу «описания путешествия», начинается с рассказа о поездке автора по Испании, описания его приезда в Гранаду и рассказа о местных жителях-современниках; перемежается очерками о местных нравах и празднествах, а также щедро разбавлен вставными новеллами — мавританскими и испанскими легендами и сказками. Ирвинг очарован образом исламской архитектуры и тенями дохристианского прошлого Альгамбры, он описывает её волшебную красоту и романтические, из-за заброшенного состояния, руины.
Название книги отсылает читателя к жемчужине светской мусульманской архитектуры 14-го века в Южной Испании — дворцу Альгамбре. Экзотическое название дворец получил по цвету мощной крепостной стены, отделяющей дворец от внешнего мира. В течение трех месяцев Ирвинг жил во дворце благодаря любезности коменданта Альгамбры, уступившего ему свои покои. Реальные образы и впечатления, созданные фантазией американского новеллиста, дополняют друг друга на страницах его сборника. Здесь есть главы, описывающие достопримечательности дворца и историю его существования. Например, глава «Дворец Альгамбры» открывается следующими строками: «Для путешественника, наделенного чувством истории и чутьем поэзии — а история и поэзия неразрывно сплетены в анналах романтической Испании, Альгамбра может служить местом поклонения, как Кааба для правоверного мусульманина». В этой главе Ирвинг довольно точно описывает устройство крепости, поэтизируя прошлое Альгамбры и с горькой иронией говоря о настоящем: «Уходя, французы взорвали несколько подзорных башен, дабы сделать крепость негодной для обороны. Так было покончено с ее военным значением. Нынешний ее гарнизон — горстка инвалидов, главная обязанность которых — охрана той или иной башни, служащих временным местом заточения государственных преступников».
Но то, что пришло в запустение и омертвело, в реальности способна оживить авторская фантазия. Так, Ирвингу, видящему незнакомые дворцовые покои, сразу же вспоминается история прекрасной дочери правителя Малаги Линдарахи, жившей когда-то в этих стенах. Вслед за этим появляются «мысли о прекрасной королеве Елизавете и ее прелестницах фрейлинах, когда-то оживлявших эти чертоги».
Говоря о балконе за средним окном Посольского чертога Альгамбры, автор вспоминает, как однажды, смотря с балкона на окрестности, заметил процессию («вели на постриг будущую монахиню»). Его воображение сразу же рисует возможный сюжет новеллы, главными героями которой могли бы быть «тиран-отец», который вынудил дочь постричься в монахини «из ханжества или корысти», «красивый темноволосый юноша, одетый по-андалузски», монахи и послушники со злорадством на лицах, бесчувственная толпа. Однако вскоре Ирвинг сам развенчивает романтическое повествование, говоря: «Героиня моей трогательной истории была вовсе не молода и не красива; возлюбленного нее не было; в монастырь она пошла по доброй воле и нынче славится там своим веселым нравом».
Замечая руины дворца, Ирвинг интересуется названием разрушенного строения. Оказывается, что это «Замок с флюгером», находившийся когда-то напротив Альгамбры. Сразу же вслед за этим Ирвинг рассказывает о флюгере, который «гранадские мусульмане считают могучим талисманом». Этот рассказ о флюгере служит своеобразным прологом к последующей «Легенде об арабском звездочете», самой известной новелле этого сборника.
«Альгамбра» относится ко второму этапу творчества писателя и в максимальной степени выражает его романтические устремления.

### Список новелл
| №   | Русское заглавие                                              | Окончательная редакция (1851)                                         | В первом издании (1832)                                            | Жанр | Содержание |
| --- | ------------------------------------------------------------- | --------------------------------------------------------------------- | ------------------------------------------------------------------ | ---- | ---------- |
| 1.  | Предисловие к пересмотренному изданию                         | Preface to the Revised Edition                                        |                                                                    |      |            |
| 2.  | Путешествие                                                   | The Journey.                                                          | 01. The Journey                                                    |      |            |
|     |                                                               |                                                                       | 02. Government of the Alhambra                                     |      |            |
| 3.  | Дворец Альгамбры                                              | Palace of the Alhambra.                                               | 03. Interior of the Alhambra                                       |      |            |
| 4.  | Кое-что об архитектуре морисков                               | Note on Morisco Architecture                                          | 05. Reflecctions on the Mislem Domination in Spain                 |      |            |
|     |                                                               |                                                                       | 06. The Household                                                  |      |            |
| 5.  | Немаловажные переговоры. Автор на троне Боабдила              | Important Negotiations. The Author Succeeds to the Throne of Boabdil. | 08. The Author’s Chamber                                           |      |            |
|     |                                                               |                                                                       | 09. The Alhambra by Moonlight                                      |      |            |
| 6.  | Обитатели Альгамбры                                           | Inhabitants of the Alhambra.                                          | 10. Inhabitants of the Alhambra                                    |      |            |
| 7.  | Посольский чертог                                             | The Hall of Ambassadors.                                              |                                                                    |      |            |
| 8.  | Иезуитская библиотека                                         | The Jesuits’ Library.                                                 |                                                                    |      |            |
| 9.  | Альгамар, основатель Альгамбры                                | Alhamar. The Founder of the Alhambra.                                 | 30. Muhamed Abi Alahmar                                            |      |            |
| 10. | Юсуф Абуль Хаджи, завершитель Альгамбры                       | Yusef Abul Hagig. The Finisher of the Alhambra                        | 31. Yusef Abul Hagig                                               |      |            |
| 11. | Загадочные покои                                              | The Mysterious Chambers.                                              |                                                                    |      |            |
| 12. | Вид с башни Комарес                                           | Panorama from the Tower of Comares.                                   | 04. The Tower of Comares                                           |      |            |
| 13. | Беглец                                                        | The Truant.                                                           | 07. The Truant                                                     |      |            |
| 14. | Балкон                                                        | The Balcony.                                                          | 14. The Balcony                                                    |      |            |
| 15. | Случай с каменщиком                                           | The Adventure of the Mason.                                           | 15. The Adventure of the Mason                                     |      |            |
| 16. | Львиный дворик                                                | The Court of Lions.                                                   | 11. The Court of Lions                                             |      |            |
| 17. | Абенсеррахи                                                   | The Abencerrages.                                                     |                                                                    |      |            |
|     |                                                               |                                                                       | 12. Boabdil El Chico                                               |      |            |
| 18. | Памятники царствования Боабдила                               | Mementos of Boabdil.                                                  | 13. Mementos of Boabdil                                            |      |            |
| 19. | Гранадские празднества                                        | Public Fetes of Granada.                                              |                                                                    |      |            |
| 20. | Здешние предания                                              | Local Traditions.                                                     | 17. Local Traditions                                               |      |            |
| 21. | Замок с флюгером                                              | The House of the Weathercock.                                         | 18. The House of the Weathercock                                   |      |            |
| 22. | Легенда об арабском звездочете                                | Legend of the Arabian Astrologer.                                     | 19. Legend of the Arabian Astrologer                               |      |            |
| 23. | Примечания к легенде об арабском звездочете                   | Note to «The Arabian Astrologer»                                      |                                                                    |      |            |
| 24. | Гости Альгамбры                                               | Visitors to the Alhambra.                                             | 22. Visiters to the Alhambra                                       |      |            |
| 25. | Реликвии и родословные                                        | Relics and Genealogies.                                               |                                                                    |      |            |
| 26. | Хенералифе                                                    | The Generalife.                                                       |                                                                    |      |            |
| 27. | Легенда о царевиче Ахмеде аль Камеле, или Влюбленный скиталец | Legend of Prince Ahmed al Kamel, or, The Pilgrim of Love.             | 23. Legend of the Prince Ahmed Al Kamel; or the Pilgrim of Love    |      |            |
| 28. | Прогулка в горах                                              | A Ramble Among the Hills.                                             | 16. A Ramble among the hills                                       |      |            |
| 29. | Легенда о наследстве мавра                                    | Legend of the Moor’s Legacy.                                          | 24. Legend of the Moor’s Legacy                                    |      |            |
| 30. | Башня царевен                                                 | The Tower of Las Infantas.                                            | 20. The Tower of Las Infantas                                      |      |            |
| 31. | Легенда о трех прекрасных царевнах                            | Legend of the Three Beautiful Princesses.                             | 21. Legend of the Three Beatiful Princesses                        |      |            |
| 32. | Легенда о розе Альгамбры                                      | Legend of the Rose of the Alhambra.                                   | 25. Legend of the Rose of Alhambra; or, the Page and the Gerfalcon |      |            |
| 33. | Ветеран                                                       | The Veteran.                                                          | 26. The Veteran                                                    |      |            |
| 34. | Комендант и нотариус                                          | The Governor and the Notary.                                          | 27. Legend of the Governor and the Notary                          |      |            |
| 35. | Комендант Манко и солдат                                      | Governor Manco and the Soldier                                        | 28. Legend of the Governor and the Soldier                         |      |            |
| 36. | Празднество в Альгамбре                                       | A Fete in the Alhambra.                                               |                                                                    |      |            |
| 37. | Легенда о двух скрытных статуях                               | Legend of the Two Discreet Statues.                                   | 29. Legend of the Two Discreet Statue                              |      |            |
| 38. | Крестовый поход великого магистра ордена Алькантара           | The Crusade of the Grand Master of Alcantara.                         |                                                                    |      |            |
| 39. | Испанская патетика                                            | Spanish Romance.                                                      |                                                                    |      |            |
| 40. | Легенда о доне Муньо Санчо де Инохоса                         | Legend of Don Munio Sancho de Hinojosa.                               |                                                                    |      |            |
| 41. | Поэты и поэзия мусульманской Андалузии                        | Poets and Poetry of Moslem Andalus.                                   |                                                                    |      |            |
| 42. | В путь за патентом                                            | An Expedition in Quest of a Diploma.                                  |                                                                    |      |            |
| 43. | Легенда о зачарованном страже                                 | The Legend of the Enchanted Soldier.                                  |                                                                    |      |            |
| 44. | Послесловие к зачарованному стражу                            | Notes to «The Enchanted Soldier».                                     |                                                                    |      |            |
|     | Печать Соломона                                               |                                                                       |                                                                    |      |            |
| 45. | Прощание автора с Гранадой                                    | The Author’s Farewell to Granada.                                     |                                                                    |      |            |